# Darwin-Wallace-Medaille

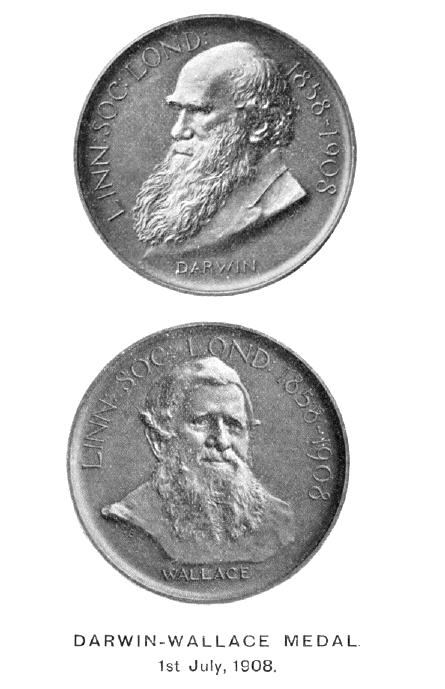
Die Darwin-Wallace-Medaille:
Avers Profil von Charles Darwin,
Revers Kopfbild von Alfred Russel Wallace.

Die Darwin-Wallace-Medaille (englisch Darwin-Wallace Medal) ist eine von der Linnean Society of London verliehene Auszeichnung, die zwischen 1908 und 2008 alle fünfzig Jahre für bedeutende Fortschritte auf dem Gebiet der Evolutionsbiologie vergeben wurde. Seit 2010 wird die Medaille jährlich verliehen.

## Geschichte
Unter dem Titel On the Tendency of Species to form Varieties; and the Perpetuation of Varieties and Species by Natural Means of Selection wurden am 1. Juli 1858 vor der Londoner Linné-Gesellschaft Auszüge aus der wissenschaftlichen Arbeit von Charles Darwin und Alfred Russel Wallace verlesen, in denen zum ersten Mal öffentlich der Evolutionsgedanke vertreten wurde. Anlässlich des fünfzigsten Jahrestages dieses Ereignis wurde die Darwin-Wallace-Medaille 1908 zum ersten Mal vergeben.
Die bisher einzige vergebene Goldmedaille ging 1908 an Alfred Russel Wallace. Die sechs weiteren Preisträger (Silbermedaille) dieses Jahres waren Francis Galton, Ernst Haeckel, Joseph Dalton Hooker, Ray Lankester, Eduard Strasburger und August Weismann.
1958 wurden geehrt: Edgar Anderson, Maurice Caullery, Ronald Aylmer Fisher, Carl Rudolf Florin, J. B. S. Haldane, Roger Heim, John Hutchinson, Julian Huxley, Ernst Mayr, Hermann Joseph Muller, Jewgeni Nikanorowitsch Pawlowski, Bernhard Rensch, Carl Johan Fredrik Skottsberg, George Gaylord Simpson, Erik Stensiö, Victor Van Straelen, Hugh Hamshaw Thomas, Göte Turesson, David Meredith Seares Watson, John Christopher Willis.
Im Jahr 2008 wurde die Darwin-Wallace-Medaille verliehen an: Nick Barton, Mark Chase, Bryan Clarke, Joseph Felsenstein, Stephen Jay Gould, Peter R. Grant & Rosemary Grant, James Mallet, Lynn Margulis, John Maynard Smith, Mohamed Noor, H. Allen Orr, Linda Partridge.

## Preisträger seit 2010
- 2010: Brian Charlesworth
- 2011: James Lake
- 2012: Loren Henry Rieseberg
- 2013: Godfrey Matthew Hewitt
- 2014: Dolph Schluter
- 2015: Roger Butlin
- 2016: Pamela Soltis und Douglas Soltis
- 2017: John N. Thompson
- 2018: Josephine Pemberton
- 2019: Svante Pääbo und David Reich
- 2020: Spencer Barrett
- 2021: Sarah P. Otto
- 2022: David Jablonski
- 2023: Ziheng Yang
- 2024: Peter Crane
- 2025: Trudy Mackay